# L-エンタメ小説
L-エンタメ小説（えるえんためしょうせつ）は、KADOKAWAから刊行されていたライトノベル系小説レーベル。2018年に創刊。

## 概要
「作品（作者）と読者」「編集者と読者」「読者と読者」が意思疎通しながらコンテンツを盛り上げていくという編集方針を掲げており、イベント開催やクラウドファンディングなど読者が参加できる企画や、読者と同じ目線の記事コンテンツ提供を通して、作品や編集部を知ってもらう取り組みを実施していた。
2018年3月には、L-エンタメ小説シリーズ第1弾として発売された『戦国商人立志伝』の販売施策の一環として、クラウドファンディングを用いたプロモーション企画を実行した。

## 作品一覧

### 刊行作品
- 戦国商人立志伝 〜転生したのでチートな武器提供や交易の儲けで成り上がる〜（著者：須崎正太郎 / イラスト：KASEN）
- もし異世界ファンタジーでコンビニチェーンを経営したら（著者：響恭也 / イラスト：Ixy）
- 異世界健康食堂 〜アラサー栄養士のセカンドライフ〜（著者：お米ゴハン / イラスト：ななひめ）
- 異世界語入門 〜転生したけど日本語が通じなかった〜（著者：Fafs F. Sashimi / イラスト：藤ちょこ）
- 会計探偵リョウ・ホームズ（著者：Rootport / イラスト：カオミン）
- 日本酒ソムリエ 〜皆を笑顔にする至高のお酒〜（著者：潮風波音 / イラスト：兎鷺）
- マンガ日本と世界の経済入門（漫画：石森プロ・シュガー佐藤 / 監修：山田真哉）
- アラフォーリーマンのシンデレラ転生（著者：原田まりる / イラスト：森倉円）
- あなたのドラゴン、差押えます 〜アラサー公務員の異世界徴税～（著者：飛野猶 / イラスト：toi8）
- 異世界マルチビジネス 〜今の収入に加えて毎月金貨一枚もらえたら？〜（著者：秦本幸弥 / イラスト：文倉十）
- 江戸時代の遊郭の楼主に転生したので、遊女と吉原の未来を変えようと思う（著者：水源 / イラスト：カオミン）
- 転生したからナポレオンを討ち倒したい 〜皇帝と英国紳士とフランス革命〜（著者：八咫ハルト /イラスト：流刑地アンドロメダ）
- 異世界おもいで食堂 〜偉人と和食のあったかゴハン〜（著者：お米ゴハン / イラスト：汐街コナ）
- ミネルヴァの梟は飛び立ちたい 〜東雲理子は哲学で謎を解き明かす〜（著者：草野なつめ / イラスト：長谷梨加）